# ماندا سكوت
ماندا سكوت (بالإنجليزية: Manda Scott) (1962، غلاسكو في المملكة المتحدة)؛ بيطرية، كاتِبة وروائية بريطانية. درست في جامعة غلاسكو.

## روابط خارجية
- ماندا سكوت على موقع IMDb (الإنجليزية)